# أوليفيرا دو بايرو
أوليفيرا دو بايرو هي مدينة من مدن البرتغال. يبلغ عدد سكانها 23,028 نسمة وذلك حسب إحصائيات سنة 2011. تبلغ مساحتها 87.32 كم².

## أعلام
- خوسيه بيدرو غونسالفيس كوستا
- ريكاردو فيرنانديز
- لويس نوفو
- جواو توماس
- تاتيانا بينتو

## وصلات خارجية
- الموقع الرسمي